# Liste des circonscriptions législatives du Haut-Rhin
Le département français du Haut-Rhin est, sous la Cinquième République, constitué de cinq circonscriptions législatives de 1958 à 1986, de sept circonscriptions après le redécoupage électoral de 1986 puis de six circonscriptions depuis le redécoupage de 2010, entré en application à compter des élections législatives de 2012.

## Présentation
Par ordonnance du 13 octobre 1958 relative à l'élection des députés à l'Assemblée nationale, le département du Haut-Rhin est d'abord constitué de cinq circonscriptions électorales.
Lors des élections législatives de 1986 qui se sont déroulées selon un mode de scrutin proportionnel à un seul tour par listes départementales, le nombre de sièges du Haut-Rhin a été porté de cinq à sept.
Le retour à un mode de scrutin uninominal majoritaire à deux tours en vue des élections législatives suivantes, a maintenu ce nombre de sept sièges,, selon un nouveau découpage électoral.
Le redécoupage des circonscriptions législatives réalisé en 2010 et entrant en application à compter des élections législatives de juin 2012, a modifié le nombre et la répartition des circonscriptions du Haut-Rhin, réduit à six du fait de la sur-représentation démographique du département.

## Composition des circonscriptions

### Composition des circonscriptions de 1958 à 1986
À compter de 1958, le département du Haut-Rhin comprend cinq circonscriptions  regroupant les cantons suivants :
- 1re circonscription : Andolsheim, Colmar, Kaysersberg, Lapoutroie, Ribeauvillé, Sainte-Marie-aux-Mines.
- 2e circonscription : Ensisheim, Guebwiller, Munster, Neuf-Brisach, Rouffach, Wintzenheim.
- 3e circonscription : Altkirch, Cernay, Dannemarie, Ferrette, Hirsingue, Masevaux, Saint-Amarin, Thann.
- 4e circonscription : Mulhouse-Nord, Mulhouse-Sud (moins communes rurales).
- 5e circonscription : Habsheim, Huningue, Sierentz, Mulhouse-Nord (moins communes rurales).

### Composition des circonscriptions de 1988 à 2012
À compter du découpage de 1986, le département du Haut-Rhin comprend sept circonscriptions regroupant les cantons suivants :
- 1re circonscription : Andolsheim, Colmar-Nord, Colmar-Sud, Neuf-Brisach.
- 2e circonscription : Kaysersberg, Lapoutroie, Munster, Ribeauvillé, Rouffach, Sainte-Marie-aux-Mines, Wintzenheim.
- 3e circonscription : Altkirch, Dannemarie, Ferrette, Hirsingue, Masevaux, Saint-Amarin, Thann.
- 4e circonscription : Habsheim, Huningue, Sierentz.
- 5e circonscription : Mulhouse-Est, Mulhouse-Ouest, Mulhouse-Sud.
- 6e circonscription : Illzach, Mulhouse-Nord, Wittenheim.
- 7e circonscription : Cernay, Ensisheim, Guebwiller, Soultz-Haut-Rhin.

### Composition des circonscriptions à compter de 2012
Depuis le nouveau découpage électoral, le département comprend six circonscriptions regroupant les cantons suivants :
- 1re circonscription : Andolsheim, Colmar-Nord, Colmar-Sud, Neuf-Brisach.
- 2e circonscription : Guebwiller, Kaysersberg, Lapoutroie, Munster, Ribeauvillé, Rouffach, Sainte-Marie-aux-Mines, Wintzenheim
- 3e circonscription : Altkirch, Dannemarie, Ferrette, Hirsingue, Huningue
- 4e circonscription : Cernay, Ensisheim, Masevaux, Saint-Amarin, Soultz-Haut-Rhin, Thann
- 5e circonscription : Mulhouse-Est, Mulhouse-Ouest, Mulhouse-Sud, Habsheim
- 6e circonscription : Illzach, Mulhouse-Nord, Sierentz, Wittenheim

À la suite du redécoupage des cantons de 2014, les circonscriptions législatives ne sont plus composées de cantons entiers mais continuent à être définies selon les limites cantonales en vigueur en 2010. Les circonscriptions sont ainsi composées des cantons actuels suivants :
- 1re circonscription : cantons de Colmar-1 (sauf commune d'Ingersheim), Colmar-2 et Ensisheim (22 communes)
- 2e circonscription : cantons de Guebwiller (11 communes), Sainte-Marie-aux-Mines et Wintzenheim, commune d'Ingersheim
- 3e circonscription : cantons d'Altkirch, Masevaux-Niederbruck (44 communes) et Saint-Louis
- 4e circonscription : cantons de Cernay, Ensisheim (16 communes), Guebwiller (7 communes), Masevaux-Niedebruck (15 communes) et Wittenheim (sauf communes de Ruelisheim et Wittenheim)
- 5e circonscription : cantons de Brunstatt-Didenheim (7 communes), Mulhouse-1, Mulhouse-2 (quartiers Cité-Briand, Sellier-Waldner et Rebberg) et Mulhouse-3 (sauf quartier Wagner-Wolf et commune d'Illzach), communes de Galfingue, Habsheim, Heimsbrunn, Morschwiller-le-Bas, Riedisheim et Rixheim
- 6e circonscription : cantons de Brunstatt-Didenheim (21 communes), Kingersheim (sauf communes de Galfingue, Heimsbrunn et Morschwiller-le-Bas), Mulhouse-2 (sauf quartiers Cité-Briand, Sellier-Waldner et Rebberg) et Mulhouse-3 (quartier Wagner-Wolf et commune d'Illzach) et Rixheim (sauf communes de Habsheim, Riedisheim et Rixheim), communes de Ruelisheim et Wittenheim